# کریشتتن
کریشتتن (به آلمانی: Kirchstetten) یک منطقهٔ مسکونی در اتریش است که در ناحیه زانکت پولتن-لاند واقع شده‌است. کریشتتن ۱٬۸۱۴ نفر جمعیت دارد.